# 弗朗西斯科·阿鲁埃
弗朗西斯科·阿鲁埃（西班牙語：Francisco Arrué，1977年8月7日—），智利男子足球运动员，司职中场。他曾代表智利国奥队参加2000年夏季奥林匹克运动会足球比赛，获得一枚铜牌。